# Gradsko groblje Varaždin
Gradsko groblje Varaždin ili Varaždinsko groblje je gradsko groblje, smješteno u zapadnom dijelu grada Varaždina.

## Opis
Gradsko groblje je smješteno van povijesne jezgre, u zapadnom dijelu grada. Svoj današnji izgled duguje Hermanu Halleru, koji od 1905. godine smišljeno koncipira groblje kao estetsku cjelinu, objedinjujući elemente hortikulture, prvenstveno zimzelene nasade Thuje occidentalis, listopadna drveća, grmlje i travnate površine sa raznolikim nadgrobnim spomenicima, od kojih su neki mala umjetnička djela. Položajem glavnih i sporednih komunikacija koje prate nasadi zimzelena definirana su grobna polja, unutar kojih se ističu tzv. “Pekel”, groblje palih ratnika u I. svjetskom ratu te spomen kosturnica žrtvama fašizma u zapadnom dijelu groblja, autorsko djelo Pavla Vojkovića iz 1961. godine. 

## Povijest groblja
Varaždinsko groblje osnovano je 1773. godine nakon zabrane ukopa unutar gradskih zidina izdane od kraljice Marije Terezije 1768. godine. Sve do početka 20-tog stoljeća groblje se nije razlikovalo od ostalih groblja. Pretežno su bili zasađeni divlji kesteni i akacije. Prvi upravitelj groblja Josip Matušin počeo je voditi više brige o uređenju groblja. Njegov nasljednik Stjepan Haller nastavlja s daljnjim uređenjem groblja te počinje sadnju prvih tuja.
Stjepanov posinak Herman Haller zaslužan je za današnji izgled groblja. Putujući Europom Herman je bio fasciniran vrtovima i parkovima austrijskih i njemačkih gradova osobito Schönbrunnom koje uređuju prema uzoru na versajsku vrtnu arhitekturu poznatu kao francuski stil. Varaždinsko groblje stvarano vizionarskom dušom Hermana Hallera, nije samo počivalište mrtvih već izvanredan primjer parkovne arhitekture i spomenik prirode. Ono je za posjetitelja pravo odmorište u kompoziciji breza, cvijeća, trava i vitkih čempresa (tuja), u nježnoj igri svjetlosti i sjena…
Došavši za upravitelja 1905. godine Herman Haller imajući u vidu jasnu koncepciju pretvara groblje u park. Započeo je s njegovim uređenjem posadivši oko 7.000 čempresa, javora, jasena, crvene bukve, šimšira, magnolija i breza. Šišanjem tuja u geometrijski pravilna tijela groblje je poprimilo obilježja francuskog parka.
- Glavni putevi upotrijebljeni su kao osi te su od grobnih polja odvojeni impozantnim nasadima tuja oblikovanim u arkade i zidove
- Kao posebno oblikovan parkovni prostor varaždinsko groblje je poznato već preko stotinjak godina. Ono je danas izuzetan spoj hortikulture i umjetničkih spomenika, zbog čega se ubraja među najljepša groblja u Europi.
- Na Varaždinskom groblju zasađeno je preko deset tisuća tuja oblikovanih u geometrijska tijela, mnoštvo breza, javora, jasena, a u podnožju visokih stabala kuglasto oblikovani šimširi te razgranate magnolije
- Spomen kosturnica žrtvama fašizma

## Zaštita
Pod oznakom Z-1135 zavedeno je kao nepokretno kulturno dobro – nepokretna pojedinačna, pravna statusa zaštićena kulturnog dobra, klasificirano kao "memorijalne građevine".

## Znamenite osobe
Znamenite osobe pokopane na Gradskom groblju Varaždin su:
- Florijan Bobić, narodni heroj SFRJ
- Klaudija Böllein, katolička redovnica
- Vjekoslav Grabarić, novinar
- Hermann Haller, upravitelj groblja
- Anđelko Herjavec, gospodarstvenik i nogometni menadžer
- Vatroslav Jagić, jezikoslovac
- Titus von Karger, oficir i barun
- Franjo Košćec, prirodoslovac
- Franjo Majetić, glumac
- Julije Merlić, slikar
- Zvonko Milković, pjesnik
- Ivan Padovec, gitarist i skladatelj
- Ivan Nepomuk Petrović, senator i dobrotvor
- Radoslav Putar, povjesničar umjetnosti
- Nada Puttar-Gold, mezzosopranistica
- Ivo Režek, slikar
- Miljenko Stančić, slikar
- Vladislav Vežić, pjesnik
- Marija Vidović Abesinka, narodna heroina SFRJ
- Pavle Vojković, slikar, scenograf i kostimograf
- Stjepan Vuković, arheolog